# 1875 Neruda
1875 Neruda è un asteroide della fascia principale. Scoperto nel 1969, presenta un'orbita caratterizzata da un semiasse maggiore pari a 3,1331212 UA e da un'eccentricità di 0,1719094, inclinata di 13,39314° rispetto all'eclittica.